# Nephargynnis baqueroensis
Nephargynnis baqueroensis är en fjärilsart som beskrevs av Bustillo 1973. Nephargynnis baqueroensis ingår i släktet Nephargynnis och familjen praktfjärilar. Inga underarter finns listade i Catalogue of Life.